# Saponé
Saponé  là một tổng của tỉnh Bazéga ở miền trung Burkina Faso. Thủ phủ của tổng này là thị xã Saponé. Theo điều tra dân số năm 1996, tổng này có dân số 50.541 người..

## Các thị xã và các làng
Baguemnini, Balonghin, Banébanto, Bissiga, Bonkoré, Bonogo, Boulougou, Boulsin, Damkiéta, Damzoussi, Dawelgué, Diepo, Doutinga, Karangtanghin, Koakin, Koagma, Kougpaka, Koumsaga, Kounda, Kouri, Kuizili, Nionsna, Ouarmini, Ouidi-Wafé, Pazouétfom, Pissi, Sambin, Tanghin, Targho, Timanemboin, Toundou, Yansaré và Watinga.